# 南彼得斯堡縣區 (伊利諾伊州默納德縣)
南彼得斯堡十五號鎮區（英語：Petersburg South No.15 Precinct）是位於美國伊利諾伊州默納德縣的一個縣區。

## 地方資料
根據2010年美國人口普查的數據，南彼得斯堡十五號鎮區的面積為32.07平方千米，當中陸地面積為31.16平方千米，而水域面積為0.91平方千米。當地共有人口997人，而人口密度為每平方千米31.09人。